# Amine Bassi
Pour les articles homonymes, voir Bassi.
Amine Bassi, né le 27 novembre 1997 à Bezons, est un footballeur franco-marocain. Il joue au poste de milieu offensif au Dynamo de Houston en MLS.

## Biographie
Amine est né à Bezons en région parisienne dans une famille d'immigrés chleuhs marocaine originaire de la ville de Tafraout dans le sud du pays.

### Parcours junior et formation à l'ASNL
Amine Bassi commence à jouer au football à l'US Bezons avant d'intégrer le Racing club de France en U17. C'est à ce moment-là qu'il est repéré pour la première fois par les recruteurs de l'AS Nancy-Lorraine.
En 2015, il signe chez les en U19 au SAS Épinal, il y termine la saison avec l'équipe première en National 1. La saison suivante, il intègre le centre de formation de l'ASNL dans l'optique de devenir joueur professionnel. Lors de la saison 2016-2017, il joue son premier match en Ligue 1 le 6 mai 2017, lors de la 36e journée, face à l'AS Monaco (défaite 0-3). En juillet 2017, il signe son premier contrat professionnel avec l'ASNL pour une durée de trois ans, jusqu'en juin 2020.
Lorsque le club descend en Ligue 2 la saison suivante, il touche l'un des plus faibles salaires de l'équipe avec 1600 euros par mois, le minimum autorisé par la ligue. En juillet 2018, au vu de ses bonnes performances, le président de l'ASNL, Jacques Rousselot lui propose de prolonger son contrat, avec à la clé une revalorisation salariale. Toutefois, Amine Bassi ayant plusieurs touches avec d'autres clubs en France et à l'étranger, il décide de ne pas prolonger son contrat à ce moment-là. Son contrat avec l'ASNL sera finalement prolongé d'une année supplémentaire durant l'hiver 2019 et court jusqu'en juin 2021.

#### Transferts avortés
Lors du mercato d'été 2018, Amine Bassi semblait intéressé pour rejoindre la franchise Fire de Chicago en MLS. Alors qu'un accord autour de 3 millions d'euros avait été trouvé avec l'ASNL, le joueur revient sur sa décision et déclare : « J’ai bien réfléchi et j’en suis venu à la conclusion que j’étais trop jeune pour partir aux États-Unis (...) Je n’ai que 20 ans. C’est quelque chose qui pourra m’intéresser plus tard ». Le jeune espoir reprendra finalement l'entrainement avec Nancy et évoluera toute la saison 2018-2019 en Ligue 2 dans son club formateur, dont il finira co-meilleur buteur avec Vagner, 6 réalisations chacun.
Lors du mercato d'été 2019, Bassi est courtisé par le FC Metz, on parle alors d'un transfert autour de 2 millions d'euros. La direction de l'ASNL, lassée par la longueur de traitement du dossier, a finalement refusé de le vendre à son club rival en Lorraine.

#### Mise à l'écart du groupe professionnel
Fin juillet 2019, alors qu'il tente de se démener auprès de la direction pour quitter le club, Bassi est mis à l'écart du groupe professionnel et contraint de s’entraîner avec l'équipe réserve. Les dirigeants nancéiens affirment n'avoir reçu aucune offre sérieuse de la part d'un club pour son transfert. Malgré son talent, il ne participera à aucun des premiers matchs de l'équipe, l'ASNL ayant décidé de le sanctionner pour manque de discipline. À tel point que lorsque le milieu de terrain titulaire, Vincent Marchetti se blesse gravement lors de la 3e journée de championnat, le club préfère recruter un autre milieu de terrain — Grégoire Lefebvre — plutôt que de rappeler Bassi dans l’effectif professionnel.

#### Réintégration à l'effectif professionnel
Alors que la fin du mercato d'été 2019 touche à sa fin et qu'il n'a reçu aucune offre sérieuse d'un autre club, les dirigeants et le staff sportif de l'ASNL décident de le réintégrer à l'effectif. Il connait sa première titularisation lors de la 7e journée de championnat, le 13 septembre 2019 face à Guingamp. Lors de la 8e journée de championnat, il est de nouveau titularisé par l’entraîneur Jean-Louis Garcia, satisfait de son 1er match. Amine Bassi délivre alors une passe décisive et marque son 1er but de la saison 2019-2020 en Ligue 2 face à Chambly (victoire 3-0). Remplacé à la 68e minute, il sort sous les applaudissements du public. Auteur d'un match remarquable, Bassi est élu meilleur joueur du match par les supporteurs nancéiens qui semblent déjà lui avoir pardonné ses velléités de départ. Début mai 2020, il prolonge son contrat avec l'AS Nancy-Lorraine d'une année supplémentaire.

### Football Club de Metz (2021-2023)
Le 19 mai 2021, Amine Bassi rejoint le FC Metz et signe un contrat de 4 ans avec le club à la croix de Lorraine.

#### Prêt au Barnsley FC (2022)
Le 31 janvier 2022, il est prêté sans option d'achat au Barnsley FC, alors lanterne rouge d'EFL Championship. Son prêt prend fin le 27 avril 2022.

### Dynamo de Houston (depuis 2023)
À l'aube de la saison 2023, le Dynamo de Houston se renforce avec le transfert d'Amine Bassi qui est officialisé le 23 janvier 2023, le franco-marocain signant un contrat de deux années, avec deux autres en option. Il participe à sa première rencontre avec le Dynamo le 4 mars suivant lors d'un déplacement en Nouvelle-Angleterre qui se conclut par une défaite 3-0 face au Revolution. Il inscrit son premier but deux semaines plus tard contre l'Austin FC dans une victoire 2-0 au Shell Energy Stadium. Tireur de pénalty attitré de son équipe, il marque quatre buts en quatre rencontres consécutives de cette manière en mars et avril 2023, devenant le premier joueur de MLS à accomplir cette performance.

### Parcours en sélection
En octobre 2017, il reçoit sa première sélection avec l'équipe espoirs du Maroc, inscrivant le but de la victoire. Toutefois, sa préférence irait vers l'équipe de France.
Le 18 août 2019, il est présélectionné par Patrice Beaumelle avec le Maroc olympique pour une double confrontation contre l'équipe du Mali olympique comptant pour les qualifications à la Coupe d'Afrique des moins de 23 ans.

## Statistiques
| Saison                | Club                  | Championnat           | Championnat | Championnat | Coupe nationale | Coupe nationale | Coupe de la Ligue | Coupe de la Ligue | Compétition(s) continentale(s) | Compétition(s) continentale(s) | Compétition(s) continentale(s) | Total | Total |
| Saison                | Club                  | Division              | M.          | B.          | M.              | B.              | M.                | B.                | Comp.                          | M.                             | B.                             | M.    | B.    |
| 2016-2017             | AS Nancy-Lorraine     | Ligue 1               | 1           | 0           | 0               | 0               | 0                 | 0                 | -                              | -                              | -                              | 1     | 0     |
| 2017-2018             | AS Nancy-Lorraine     | Ligue 2               | 33          | 7           | 3               | 1               | 1                 | 0                 | -                              | -                              | -                              | 37    | 8     |
| 2018-2019             | AS Nancy-Lorraine     | Ligue 2               | 31          | 6           | 2               | 0               | 2                 | 0                 | -                              | -                              | -                              | 35    | 6     |
| 2019-2020             | AS Nancy-Lorraine     | Ligue 2               | 22          | 4           | 4               | 1               | 1                 | 0                 | -                              | -                              | -                              | 27    | 5     |
| 2020-2021             | AS Nancy-Lorraine     | Ligue 2               | 19          | 7           | 0               | 0               | -                 | -                 | -                              | -                              | -                              | 19    | 7     |
| Sous-total            | Sous-total            | Sous-total            | 106         | 24          | 9               | 2               | 4                 | 0                 | -                              | -                              | -                              | 119   | 26    |
| 2021-2022             | FC Metz               | Ligue 1               | 5           | 0           | 1               | 0               | -                 | -                 | -                              | -                              | -                              | 6     | 0     |
| 2022-2023             | FC Metz               | Ligue 2               | 4           | 0           | 0               | 0               | -                 | -                 | -                              | -                              | -                              | 4     | 0     |
| Sous-total            | Sous-total            | Sous-total            | 9           | 0           | 1               | 0               | -                 | -                 | -                              | -                              | -                              | 10    | 0     |
| 2021-2022             | Barnsley FC           | Championship          | 15          | 2           | 1               | 0               | 0                 | 0                 | -                              | -                              | -                              | 16    | 2     |
| 2023                  | Dynamo de Houston     | MLS                   | 19          | 8           | 3               | 1               | -                 | -                 | LCup                           | 1                              | 1                              | 23    | 10    |
| Total sur la carrière | Total sur la carrière | Total sur la carrière | 149         | 34          | 14              | 3               | 4                 | 0                 | -                              | 1                              | 1                              | 168   | 38    |